# Линенко Алла Францівна
А́лла Фра́нцівна Лине́нко (Ліне́нко) (нар. 24 липня 1948 року, Полтава) — педагог, доктор педагогічних наук (1997), професор (2002).

## Біографічні дані
Народилася в 24 липня 1948 року в Полтаві.
У 1974 році закінчила фортепіанний факультет Одеської державної консерваторії ім. А. В. Нежданової. З 1971 — на посаді концертмейстера в Одеському педагогічному інституті ім. К. Д. Ушинського. З 1982 по 1985 рік навчалася в аспірантурі. 
З 1985 — на посаді викладача кафедри теорії, історії музики і гри на музичних інструментах. У 1987 році захистила дисертацію на здобуття наукового ступеня кандидата педагогічних наук. У 1991 році отримала вчене звання доцента. З 1989 по 1997 рік працювала доцентом кафедри теорії, історії музики, навчалася у докторантурі. У березні 1997 року захистила докторську дисертацію, а у 2002 році отримала вчене звання професора кафедри музично-інструментальної підготовки.
З 1997 року — професор кафедри музично-інструментальної підготовки Південноукраїнського національного педагогічного університету ім. К. Д. Ушинського.

## Наукова робота
Наукові дослідження: формування професійної компетентності майбутнього учителя, сутність і структура педагогічної діяльності, педагогічна самоорганізація, педагогічне розуміння. Авторка понад 150 наукових публікацій.

### Основні праці
За ЕСУ:
- Формування готовності студентів до педагогічної діяльності в умовах педагогічної практики І–ІІ курсів. — О., 1992;
- Педагогічна діяльність і готовність до неї. — О., 1995;
- Розуміння як педагогічна проблема // Наука і освіта. — 2012. — № 7;
- Роль педагогічного розуміння в аспекті гуманістичної парадигми К. Д. Ушинського // Наук. вісн. Пд.-укр. пед. університету. — 2013. — Спецвипуск[1].

## Нагороди
- Відмінник освіти України (2003);
- Відзнака НАПНУ «К. Д. Ушинський» (2017)[3].